# Магальяйнс Прадо, Маурисио
Маурисио Магальяйнс Прадо (порт. Maurício Magalhães Prado; родился 22 июня 2001, Сан-Паулу) — бразильский футболист,  полузащитник клуба «Палмейрас».

## Биография
Уроженец Сан-Паулу, Маурисио начал футбольную карьеру в молодёжной команде клуба «Деспортиво Бразил» из Порту-Фелиса. В 2019 году отправился в аренду в клуб «Крузейро». В ноябре 2019 года «Крузейро» объявил о подписании постоянного контракта с игроком, сумма трансфера в адрес «Деспортиво» составила 800 тысяч бразильских реалов.
1 ноября 2020 года бразильский клуб «Интернасьонал» объявил о переходе Маурисио. 14 ноября 2020 года полузащитник дебютировал за «Интернасьонал», выйдя в стартовом составе в матче бразильской Серии A против «Сантоса». 22 ноября 2020 года забил свой первый гол за «красных» в матче против «Флуминенсе».